# Phthiracarus hillcrestensis
Phthiracarus hillcrestensis är en kvalsterart som beskrevs av Wojciech Niedbała 2006. Phthiracarus hillcrestensis ingår i släktet Phthiracarus och familjen Phthiracaridae. Inga underarter finns listade i Catalogue of Life.